# Cormic Cosgrove
Cormic F. Cosgrove (15. februar 1869 - 6. juli 1930) var en amerikansk fodboldspiller som deltog i OL 1904 i St. Louis.
Cosgrove vandt en bronzemedalje i fodbold under OL 1904 i St. Louis. Han var med på det amerikanske hold St. Rose Parish som kom på en tredjeplads i fodboldturneringen.
Han spillede alle fire kampe i turneringen.